# Nomocharis basilissa
Nomocharis basilissa là một loài thực vật có hoa trong họ Liliaceae. Loài này được Farrer ex W.E.Evans miêu tả khoa học đầu tiên năm 1925.